# ヒラヒラ
「ヒラヒラ」は、GENERATIONS from EXILE TRIBEのシングルである。2020年4月15日にrhythm zoneから発売された。

## 概要
- 前作「EXPerience Greatness」から6ヶ月半振りのリリースで、2020年第1弾シングルである。「CD+DVD」と「CD」の2形態での発売。

## 収録曲

### CD
1. ヒラヒラ [3:21]
作詞：松原さらり、作曲：南田健吾、編曲：永澤和真
2. Red Carpet [3:38]
作詞：TAKANORI (LL BROTHERS)・ALLY、作曲・編曲：DJ Sachiho・Sweep
3. ヒラヒラ (Instrumental)
4. Red Carpet (Instrumental)

### DVD
1. ヒラヒラ (Music Video)